# Kuh-e Mogholan
Der Kuh-e Mogholan ist ein Berg an der Grenze zwischen den beiden  afghanischen Provinzen Baglan und Tachar.
Der Kuh-e Mogholan ist ein 4331 m hoher Berg am nordwestlichen Rand des Hindukusch. Der Berg liegt 74 km südöstlich der Provinzhauptstadt Kunduz.